# گلینی میس
گلینی میس (به لاتین: Glinny Mys) یک منطقهٔ مسکونی در روسیه است که در استان آرخانگلسک واقع شده‌است.